# Kapolo
Kapolo – miasto w Angoli, w prowincji Kwanza Południowa.